# Sengröe
Sengröe eller Höstgröe (Poa palustris) är en växtart i familjen gräs. 